# 刻紋
刻紋是銅器裝飾工藝，是指透過工具在青銅器上鏨刻出文字（銘文）或紋飾。刻紋在至遲在春秋晚期已經存在，普遍共識是在鐵器工具產生後才出現，但也有意見認為經處理的高錫青銅器工具也能鏨刻出同樣的效果。

## 紋飾種類
刻紋圖案可以分為兩大類：
- 一、由點和線組成圖案
- 二、由劃線組成